# Wapen van Giessen (Noord-Brabant)

Wapen van Giessen

Het wapen van Giessen werd op 16 juni 1817 aan de Noord-Brabantse gemeente Giessen toegekend. Het wapen bleef tot 1973 in gebruik, dat jaar ging de gemeente op in de nieuwe gemeente Woudrichem. Het wapen is een variant op het wapen van het Land van Heusden en Altena. Ook het wapen van Woudrichem is afgeleid van dat wapen. De breedarmige kruisjes uit het wapen van Giessen zijn na de fusie in het schildhoofd van dat van Woudrichem opgenomen.

## Blazoenering
Het wapen kreeg van de Hoge Raad van Adel geen tekst mee, een eventuele blazoenering zou als volgt geluid kunnen hebben:
Van zilver beladen met 2 afgewende paalsgewijze geplaatste zalmen van keel, vergezeld van 9 breedarmige kruisjes van goud, paalsgewijs in 3 rijen van 3 geplaatst.
Het schild is van zilver met daarop twee rode zalmen, deze staan rechtop met de ruggen naar elkaar toe. Ook op het schild negen breedarmige kruisjes van goud, gepositioneerd 3, 3 en 3. Het wapen is heraldisch gezien incorrect: de gouden kruisjes mogen niet op een ondergrond van een ander metaal, in dit geval zilver, daardoor is dit wapen een raadselwapen.

## Vergelijkbare wapens

wapen van Almkerk
Wapen van Andel
Het wapen van Brasschaat
Wapen van Emmikhoven en Waardhuizen
Wapen van Rijswijk
Wapen van Werkendam
Voormalige wapen van Woudrichem
Huidige wapen van Woudrichem